# Ericus Mattei
Ericus Mattei, död efter 1542, var en svensk präst och kamrer.
Om Ericus Matteis tid som präst är inget känt. Han kom i tjänst hos Gustav Vasa som kamrerare 1536 och blev 1538 chef över de övriga fyra kamrerarna i kungens tjänst. Senare samma år befordrades han till kamrerare vid myntverket i Västerås och chef för silverkammaren på Västerås slott. 1540 flyttades myntverket till Svartsjö slott och silverkammaren till Stockholms slott varvid Ericus Mattei följde med och alternerade mellan dessa platser. Han avled troligen 1542 då det är det sista år han omtalas och en ny chef för silverkammaren utnämndes samma år.